# 王稷
王 稷（おう しょく、生年不詳 - 822年）は、唐代の官僚。

## 経歴
王鍔の子として生まれた。官を歴任して鴻臚寺少卿となった。父が節度使として出向していたとき、王稷は長安に留まって、家財を権臣に賄賂として贈った。広壮な邸宅を営み、宴遊に耽溺し、世論の非難を意に介さなかった。父が死去すると、王稷は父の遺表を取り換え、進上すべき銭物を隠したと家奴に告発された。宰相の裴度の弁護により、王稷は無罪となり、家奴のほうが処刑された。長慶2年（822年）、王稷は徳州刺史となったが、その財産を狙う横海軍節度使の李全略に殺害され、妻女を略取された。
子に王叔泰があった。

## 伝記資料
- 『旧唐書』巻151 列伝第101
- 『新唐書』巻170 列伝第95